# Municipio de Summerhill (condado de Cambria)
El municipio de Summerhill (en inglés: Summerhill Township) es un municipio ubicado en el condado de Cambria en el estado estadounidense de Pensilvania. En el año 2000 tenía una población de 2.724 habitantes y una densidad poblacional de 36.4 personas por km².

## Geografía
El municipio de Summerhill se encuentra ubicado en las coordenadas 40°25′13″N 78°41′59″O / 40.42028, -78.69972.

## Demografía
Según la Oficina del Censo en 2000 los ingresos medios por hogar en la localidad eran de $29,950 y los ingresos medios por familia eran $35,938. Los hombres tenían unos ingresos medios de $27,500 frente a los $18,984 para las mujeres. La renta per cápita para la localidad era de $14,242. Alrededor del 11,5% de la población estaban por debajo del umbral de pobreza.